# Триарии
Триарии (на лат. Triarii, ед.ч. triarius) са вид римски легионери. Те са били най-опитните войници в римската армия. Съставяли са третата войскова линия, откъдето произхожда и названието им. Когато първата и втората линия на легиона са били победени, триариите са се включвали в битката в опит да реформират строя за контраатака или отстъпление. Включването им в бой се е смятало за отчаяна мярка, оттам и израза „ad triarios rediisse“ – „работата опря до триариите“. Всеки легион е включвал около 600 такива бойци, разделени на 5 манипули от 120 души.

## История
Триариите вероятно произхождат от първокласната пехота в армията при етруските царе. Те са въоръжени с дълги копия, нагръдници и големи щитове, като гръцките хоплити, и били специализирани за борба срещу кавалерия. В началото те служат като тежка пехота в римската армия, и са били използвани в огромни фаланги. След време, във войните със Самнити и Гали, римляните разбират неадекватността на фалангата на грубия и хълмист терен в Централна Италия и триариите заемат своето място в легиона. След реформите на Гай Марий от 107 пр.н.е. тази войскова единица престава да съществува.